# Burgauberg-Neudauberg
Burgauberg-Neudauberg (ungerska: Burgóhegy-Magashegy) är en kommun i förbundslandet Burgenland i Österrike. Kommunen hade cirka 1 500 invånare (2023). Vid kommunens västra gräns ligger floden Lafnitz.
Kommunen består av två orter  (Ortschaften) (inom parentes invånarantal 1 januari 2024):
- Burgauberg (760)
- Neudauberg (679)